# Adrian Grenier
Adrian Grenier (* 10. července 1976 Santa Fe, Nové Mexiko USA) je americký zpěvák, herec, producent a hudebník-multiinstrumentalista (bubeník, kytarista a klavírista).
Svoji hereckou kariéru zahájil v roce 1997 ve snímku Na vlastní pěst, hrál například ve filmech Harvard Man (2001) či Ďábel nosí Pradu (2006). V letech 2004–2011 působil v seriálu Vincentův svět.